# Distretto di Kitamatsuura
Il distretto di Kitamatsuura (北松浦郡, Kitamatsuura-gun?) è uno dei distretti della prefettura di Nagasaki, in Giappone.
Attualmente fanno parte del distretto i comuni di Ojika e Saza.
| Controllo di autorità | VIAF (EN) 254740910 · NDL (EN, JA) 00392640 |